# Saint-Julien-d'Eymet

Saint-Julien-d'Eymet este o comună în departamentul Dordogne din sud-vestul Franței. În 2009 avea o populație de 111 de locuitori.

## Evoluția populației
| An        | 1975 | 1982 | 1990 | 1999 | 2006 | 2009 |
| --------- | ---- | ---- | ---- | ---- | ---- | ---- |
| Populație | 93   | 96   | 101  | 97   | 109  | 111  |